# Roger Michell

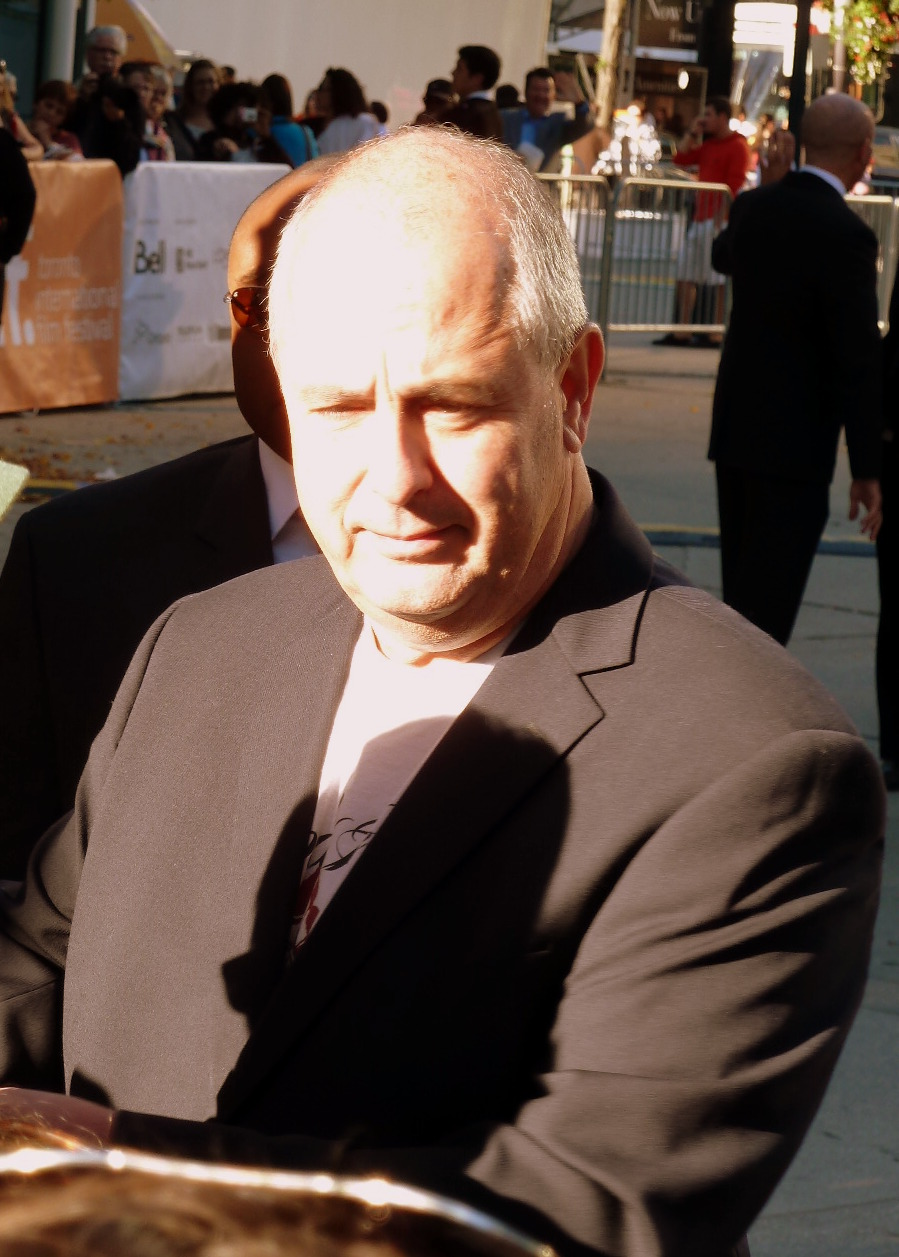
Roger Michell, 2012

Roger Michell (* 5. Juni 1956 in Pretoria; † 22. September 2021) war ein britischer Regisseur.

## Leben
Michell wuchs in Syrien und in der Tschechoslowakei auf. Seit den späten 1970er-Jahren arbeitete er als Theaterregisseur. Er debütierte beim Film mit den kurzen Fernsehserien Downtown Lagos (1992) und The Buddha of Suburbia (1993); für The Buddha of Suburbia wurde er für den BAFTA TV Award nominiert. Für den Film Jane Austens Verführung (1995) gewann er den BAFTA TV Award. Für Frontline – Zwischen den Fronten (1998) gewann er den Prize of the Ecumenical Jury des Internationalen Filmfestivals von Locarno und wurde für den Goldenen Leoparden nominiert. Er gewann ebenfalls den Preis des Internationalen Filmfestes Emden und wurde für den Golden Hitchcock des Dinard British Film Festival nominiert.
Michell führte Regie beim Film Notting Hill (1999) mit Julia Roberts und Hugh Grant, für den er für den British Academy Film Award und für den norwegischen Amanda Award nominiert wurde. Er wurde zudem mit dem Empire Award ausgezeichnet. Den Film Spurwechsel (2002) drehte er mit Ben Affleck und Samuel L. Jackson. Für den Film Die Mutter – The Mother wurde er für einen Preis des Makati Cinemanila International Film Festival sowie für den Goldenen Pokal des Internationalen Filmfestivals Shanghai nominiert. Für den Film Enduring Love (2004) wurde er für den British Independent Film Award, den Directors Guild of Great Britain Award, den Empire Award und den Europäischen Filmpreis nominiert.
Michell war bis zum Jahr 2002 mit der Schauspielerin Kate Buffery verheiratet. Aus der Beziehung gingen zwei Kinder hervor. Aus seiner Beziehung mit der Schauspielerin Anna Maxwell Martin stammen zwei weitere Kinder.
Am 22. September 2021 starb Michell im Alter von 65 Jahren. Posthum erschien seine Dokumentation Elizabeth: A Portrait in Part(s) über Elisabeth II.

## Filmografie (Auswahl)
- 1995: Jane Austens Verführung (Persuasion)
- 1998: Frontline – Zwischen den Fronten (Titanic Town)
- 1999: Notting Hill
- 2002: Spurwechsel (Changing Lanes)
- 2003: Die Mutter – The Mother (The Mother)
- 2004: Enduring Love
- 2006: Venus
- 2010: Morning Glory
- 2012: Hyde Park am Hudson (Hyde Park on Hudson)
- 2013: Le Weekend (Le Week-End)
- 2014: Die verlorene Ehre des Christopher Jefferies (The Lost Honour of Christopher Jefferies, Fernsehzweiteiler)
- 2015: Birthday (Fernsehfilm)
- 2017: Meine Cousine Rachel (My Cousin Rachel)
- 2018: Tea with the Dames – Ein unvergesslicher Nachmittag (Nothing Like a Dame)
- 2019: Blackbird – Eine Familiengeschichte (Blackbird)
- 2020: The Duke
- 2022: Elizabeth: A Portrait in Part(s) (Dokumentation)